# Kako (fumetto)
Kako è una strip satirica che prende il nome dal protagonista: un bimbo contestatore in famiglia, in urto con il mondo e dispettoso con i suoi coetanei.
Creato da Flora Graiff, Kako è stato un fumetto seriale pubblicato da Linus
e Snoopy, le due riviste più importanti del settore in Italia negli anni Ottanta. Per cinque mesi consecutivi (da maggio a settembre 1988) è uscito su Linus  e per altri sette mesi consecutivi (da gennaio a luglio 1989) sull'edizione italiana della celebre testata statunitense Snoopy. Kako è citato nella Guida del fumetto italiano dello studioso Gianni Bono.
Per scelta dell'autrice, le avventure di Kako & co. sono state sospese nel 1990 per riprendere nel 2011 in veste multimediale: App, iBook, vignette sui giornali. Nella sua seconda giovinezza, Kako è chiamato a misurarsi con temi impegnati, a partire dagli effetti stranianti che le parole della crisi economica – default, spread, spending review – producono nel mondo dei ragazzini. Una sfida epocale, questa, che Flora Graiff sceglie di affrontare mantenendo inalterata la sua cifra espressiva, linguaggio accessibile e satira leggera, anche quando il bimbo impertinente si trova alle prese con argomenti "pesanti". Il "nuovo" Kako, proposto al pubblico con le vignette pubblicate sul quotidiano "Il Trentino" ha successo e così l'autrice si decide a compiere il grande passo, calare  Kako nella contemporaneità del web.

## Il debutto su Linus
"La mamma mi ha detto che quando sarai grande ti verranno le tette!". A parlare così è Kako, un bimbo irriverente che cavalca un cavallino di legno.
Siamo nel maggio del 1988 ed è la rivista Linus a tenere a battesimo il personaggio creato dalla meranese Flora Graiff. Le parole di Kako, racchiuse nel classico balloon, sono rivolte a Milla, l'amichetta del cuore, che rimane sconvolta dalla "rivelazione".
La strip si conclude con Kako che, lasciata Milla a disperarsi, prosegue la sua galoppata con questa considerazione tra sé e sé: "Speriamo solo che non le durino tanto come gli orecchioni..."
Il ghiaccio, per Kako, è rotto: e così, la creatura di carta di Flora Graiff, acquista lo status di fumetto seriale e, sulle pagine di Linus, va ad affiancarsi ai miti che hanno fatto la storia del cartoon umoristico-satirico (Peanuts, B.C., Calvin & Hobbes, Beetle Bailey, Doonesbury), e ai personaggi di autori satirici quali Claire Bretécher, Altan, Ellekappa.

## Kako, il protagonista

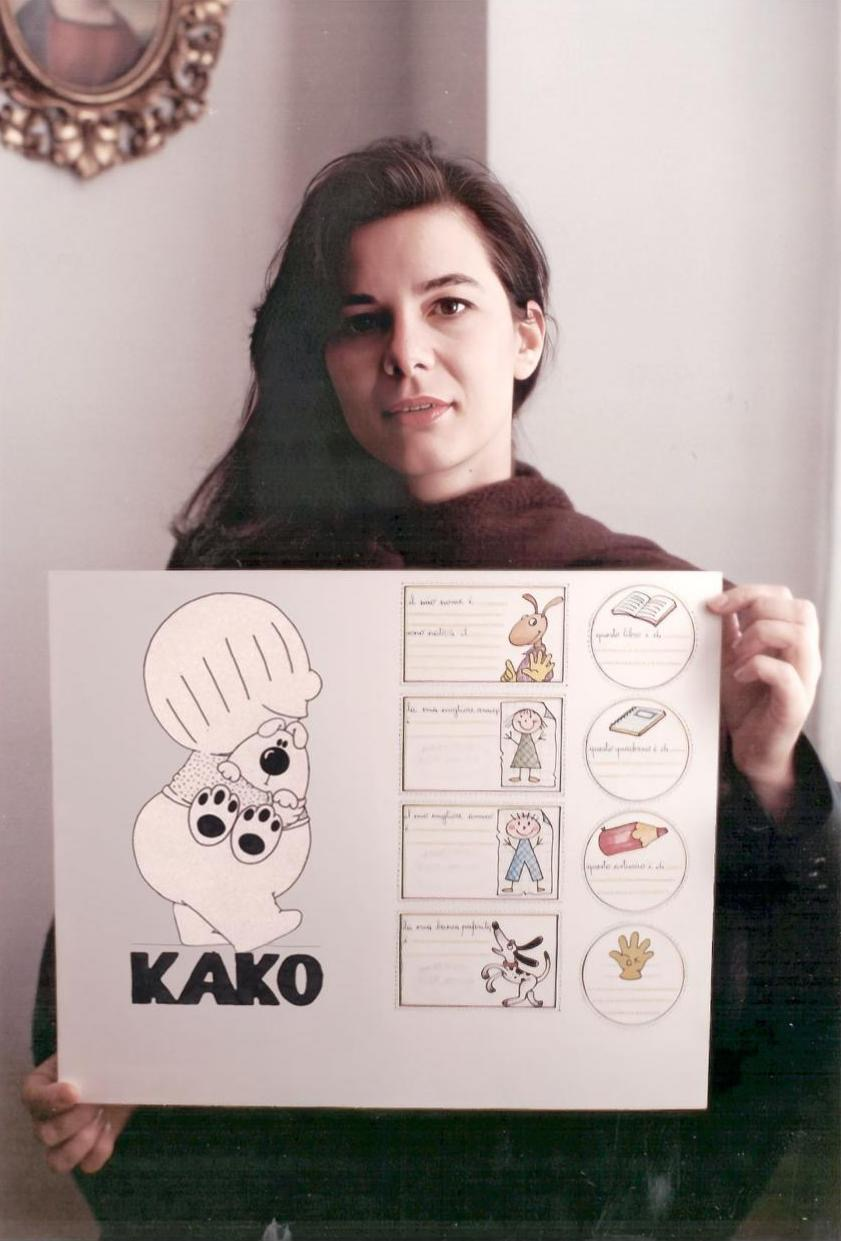
Flora Graiff mostra alcuni personaggi di sua creazione, tra cui Kako (1988)

Segni particolari: capelli rossi, impertinente e prepotente, nutre una passione smodata per le palline colorate, ama incondizionatamente gli animali, a partire dal cagnetto Dado da cui non si separa mai.

Kako, il protagonista della strip, è un tipetto tosto, un enfant terrible di poche ma pungenti parole, sempre pronto a spargere il suo impertinente pepe su fatti e fatterelli della commedia umana osservati dall'altezza dei bimbi. Oltre ai problemi esistenziali che affliggono convenzionalmente l'infanzia, dai compiti scolastici troppo lunghi ai giochi troppo brevi, Kako è attratto anche dai temi epocali: l'inquinamento del pianeta, il rischi di esplosioni catastrofiche nelle centrali nucleari, le ricorrenti crisi economiche, e così via. Con la sua postura da bimbo curioso, naso all'insù e orecchie perennemente in allerta, Kako capta questi temi in maniera smozzicata dai servizi radiotelevisivi e dalle conversazioni tra i grandi, ma, per fortuna, non si lascia travolgere dall'irritazione e dallo smarrimento che di solito essi provocano ai piccoli. E questo grazie a un capiente e magico cappello da cui, all'occorrenza, il bambino terribile estrae battute e guizzi verbali capaci di smascherare l'inadeguatezza e l'ipocrisia degli adulti. Una volta compiuta la sua mission satirica, il discolo ritorna con disinvolta spensieratezza agli scanzonati trastulli più consoni alla sua verde età.

## Gli altri personaggi

### Milla
È l'amichetta del cuore di Kako, sua compagna di scuola e di giochi, vittima predestinata dei suoi dispetti. Vezzosa e, a sua volta stizzosa quanto basta, Milla, però, non si limita solo ad incassare: alle prepotenze, spesso risponde a tono e, nell'antagonismo verbale che è il basso continuo di questa scoppiettante liaison infantile, a Kako qualche volta gliene canta e gliele suona.
Segni particolari: è ipnotizzata dalla televisione, gira con una bambola di pezza, non è molto convinta delle qualità del cagnetto Dado magnificate da Kako.

### Dado
È stato raccolto dalla strada e adottato da Kako. Non parla ma capisce tutto. Soffre per non essere trattato come un bimbo. Ad esempio, anche lui, per San Valentino, vorrebbe ricevere i cartoncini di auguri. Si addormenta con facilità, persino tra le braccia di Kako mentre questi cammina.
Segni particolari: mangia le margherite.

### Otto
È il fratellino di Kako. Ancora poppante, non vorrebbe mai staccarsi da lui, ma il nostro eroe preferisce lasciare Otto da solo a casa per andare a giocare con Milla o a spasso con il suo cagnetto Dado.
Segni particolari: contende a Kako il possesso delle palline colorate.

### La mamma
È la mamma di Kako ed Otto, non ha un nome. Separata dal marito, è costretta, quando va al lavoro, a lasciare i figli da soli in casa. È sovente bersaglio delle contestazioni di Kako.
Segni particolari: è rigorosamente vegetariana.

## Il ritorno di Kako
Dopo l'esordio su Linus, Kako nel gennaio del 1989 approda sull'edizione italiana della testata americana Snoopy rivolta ad un pubblico più giovanile e meno impegnato politicamente rispetto a quello di Linus.
Nel sondaggio sul gradimento dei fumetti votato dai lettori della rivista, lo "Snoopy Test", apparso sul numero di maggio 1989, Kako ottiene 7,5 punti e si piazza al secondo posto dei titoli italiani e senza sfigurare poi troppo con i mitici Peanuts (9,5 punti) e gli altri big: Calvin & Hobbes, Mordillo, Sansone... Nonostante il successo del suo personaggio, negli anni Novanta l'autrice sospende la pubblicazione di Kako per dedicare più tempo alla pittura.
Accantonato ma non dimenticato, dopo oltre vent'anni, siamo nel maggio 2011, Kako torna nuovamente a deliziare i patiti del gulp e delle nuvolette.
Nel frattempo però i quotidiani e i periodici sono stati travolti dalla rivoluzione del web. Sicché non è più il supporto cartaceo il medium più indicato a veicolare al pubblico le storie del bimbo impertinente ma i dispositivi mobili della comunicazione digitale. La sfida, insomma, è di quelle epocali, ma l'autrice, rinnovando il suo personaggio, senza però fargli perdere verve e leggerezza, dimostra di sapere reggere il passo frenetico dei nuovi tempi. Sicché, anche nella sua seconda giovinezza, Kako incontra il favore dei lettori, soprattutto i millennials, i quali, scaricando "a manetta" la strip nel nuovo formato digitale, ne decretano un successo così ampio da fargli meritare il titolo, come scrivono i giornali, di "re del download".

## La tavola con Tex
Esiste un disegno di Kako e del cagnetto Dado in groppa a Dinamite aggrappati al celebre Tex Willer. Disegnata nel 1987, la singolare tavola porta due firme: quella di Galep, il creatore grafico di Tex, e quella della cartoonist Flora Graiff, autrice della strip Kako. Fatta la conoscenza del nuovo cartoon a margine di un'intervista di Graiff, all'epoca anche giornalista, Galep mostra apprezzamento a modo suo: tratteggia Tex a cavallo e poi chiede alla giovane collega di completare il disegno.

## Kako in mostra
Nel 1989, Flora Graiff porta Kako a Ferrara, dove è invitata alla III Biennale dell'Umorismo
organizzata dal Centro Documentazione Donna
Nel 1991, le nuove strip di Kako vengono esposte alla IV Biennale dell'Umorismo a Ferrara
organizzata dal Centro Documentazione Donna
Nel 1993, Kako si ritrova al fianco dei personaggi di Claire Bretécher ed Ellekappa nella mostra Senza te, una galleria di matite rosa per ridere di sé e degli altri, Città di San Donato Milanese, catalogo a cura di Fulvia Serra, direttrice di Linus

## Cataloghi
- AA.VV., Le donne ridono: Madri e figlie, Disegnatrici satiriche italiane, a cura di Cristina Casanova e Luciana Tufani, Catalogo della III Biennale dell'Umorismo, edito da Leggere Donna, Centro Documentazione Donna, Associazione Internazionale GEA, Ferrara, settembre 1989
- AA.VV., Le donne ridono: Chi trova un'amica, Disegnatrici satiriche italiane, a cura di Maureen Lister e Luciana Tufani, Catalogo della IV Biennale dell'Umorismo a Ferrara, edito da Leggere Donna, Centro Documentazione Donna, Ferrara, agosto 1991
- AA.VV., Senza te, una galleria di matite rosa per ridere di sé e degli altri, Presentazione di Fulvia Serra, direttrice di linus, catalogo della mostra ospitata nei comuni di Rozzano, Opera, San Donato Milanese, Sesto San Giovanni, edito dal Comune di Rozzano, marzo 1993
- AA.VV., "Atlante delle guerre e dei conflitti del mondo", a cura di Raffaele Crocco, Quarta edizione, Terra Nuova Edizioni, 2013
- AA.VV., "Atlante delle guerre e dei conflitti del mondo", a cura di Raffaele Crocco, Sesta edizione, Terra Nuova Edizioni, 2015

### Kako di carta
- Linus, Nuovi fumetti: Kako, anno XXIV, n. 278, maggio 1988
- Rai - Tgr Trentino-Alto Adige, edizione ore 19.30, Meranese disegna su Linus, 8.5.1988
- Carlo Martinelli, Alto Adige, Piccolo Kako impertinente, Flora Graiff su "Linus", 14..5.1988
- Il Gazzettino del Trentino, Kako. Ed è subito Linus, 14.5.1988
- Bruno Ralli, l'Adige, È nato “Kako”, infante trentino, 29.5.1988
- Riccardo Pegoretti, Questo Trentino, Il mondo bambino, n. 15, 15 luglio 1988
- Carlo Scaringi, Radiocorriere-TV|-, News: Kako, n. 42, 16/22.10.1988
- Snoopy, Novità! arriva KAKO con le sue simpaticissime avventure insieme al cane DADO e a MILLA, anno 3, n.27, dicembre 1988
- Patrizia Marzocchi, La Nuova Piazza, Così ridono le donne, 6.10.1989
- Alto Adige, L'umorismo rosa di madri e figlie, 11.10.1989
- Mariella Grossi, Grazia, Le Forattini in gonnella, ottobre 1989
- Carlo Valentini, Il Giorno,Satira al gusto amaro dell'autoironia, 1.11.1989
- Alto Adige, Anche Flora Graiff con il buffo Kako alla prima mostra "Le donne ridono", 5.11.1989
- L'Ora, Le “nipotine” di Claire Brétecher, 15.11.1989
- Gigi Bortoli, il mattino dell'Alto Adige, Flora e la sua fiaba: un segno magico su “Linus”, “Snoopy” e nella pubblicità, 1.8.1989
- L'Unità, inserto Alle donne il tempo delle donne, settembre 1990
- Giorgio Dal Bosco, Trentino Mese, Ritratto / Flora Graiff, la "matita" (cover story), n.4, maggio 1992
- Alto Adige, Flora Graiff e le matite rosa, 8.4.1993
- Nicola Guarnieri, l'Adige, Quell'umorismo sottile di Flora Graiff, 4.5.1993
- Gianni Bono, Guida al fumetto italiano, Edizioni Epierre, 2003
- Carlo Martinelli, Trentino Mese, Un testimone ideale per il Trentino? Tex Willer, ottobre 2011
- Tina Ziglio, Trentino Mese, Quando il fumetto fa gli auguri, giugno 2012
- Renzo Francescotti, Trentino Mese, Da 'Linus' alla luce assoluta del cosmo, aprile 2015

### Kako digitale
- Ansa nazionale e regionale (Trentino-Alto Adige), Fumetti: Kako, da rivista Linus ad applicazioni mobili, 31.5.2011
- Manuela Pellanda, l'Adige, Flora Graiff e il nuovo mondo dell'irriverente Kako, 1.6.2011
- Corriere del Trentino, Torna il mondo di Kako / Il fumetto su iPad e iPhone, 1.6.2011
- Corriere dell'Alto Adige, Torna il mondo di Kako / Il fumetto su iPad e iPhone, 1.6.2011
- Trentino, Fumetti / Il cartoon Kako disponibile anche su iPad, 2.6.2011
- Stella Antonucci, Rai - TgR Trentino-Alto Adige, Kako, fumetto digitale, edizione ore 19.30 (anche nei titoli), 4.6.2011
- Alto Adige, Kako, un fumetto da Merano all'iPad, 10.6.2011
- Stella Antonucci, Tg2, Kako sui dispositivi mobili, edizione della Notte, 13.6.2011
- Tg1 online, Kako diventa digitale, 13.6.2011
- Stella Antonucci, Tg1, Kako diventa digitale, edizione di mezzanotte, 24.6.2011
- Carlo Martinelli, Alto Adige, Nella seconda gioventù il dispettoso Kako è un re del download, 26.1.2013